# Табулатура
Табулату́ра (позднелат. tabulatura, от ср.-век. лат. tabula — таблица, схема) — тип музыкальной нотации, схематическая запись музыки для клавишных (органа, клавесина), некоторых струнных (лютни, виуэлы, гитары) и (редко) духовых инструментов. Табулатура оперирует рабочими элементами музыкального инструмента (клавишами, струнами, ладами). Для сокращения записи в табулатуре применяются буквы, цифры и специальные символы.
В Европе расцвет табулатурной нотации пришёлся на XVI—XVII века. В современной практике часто используется для 6-струнной гитары.

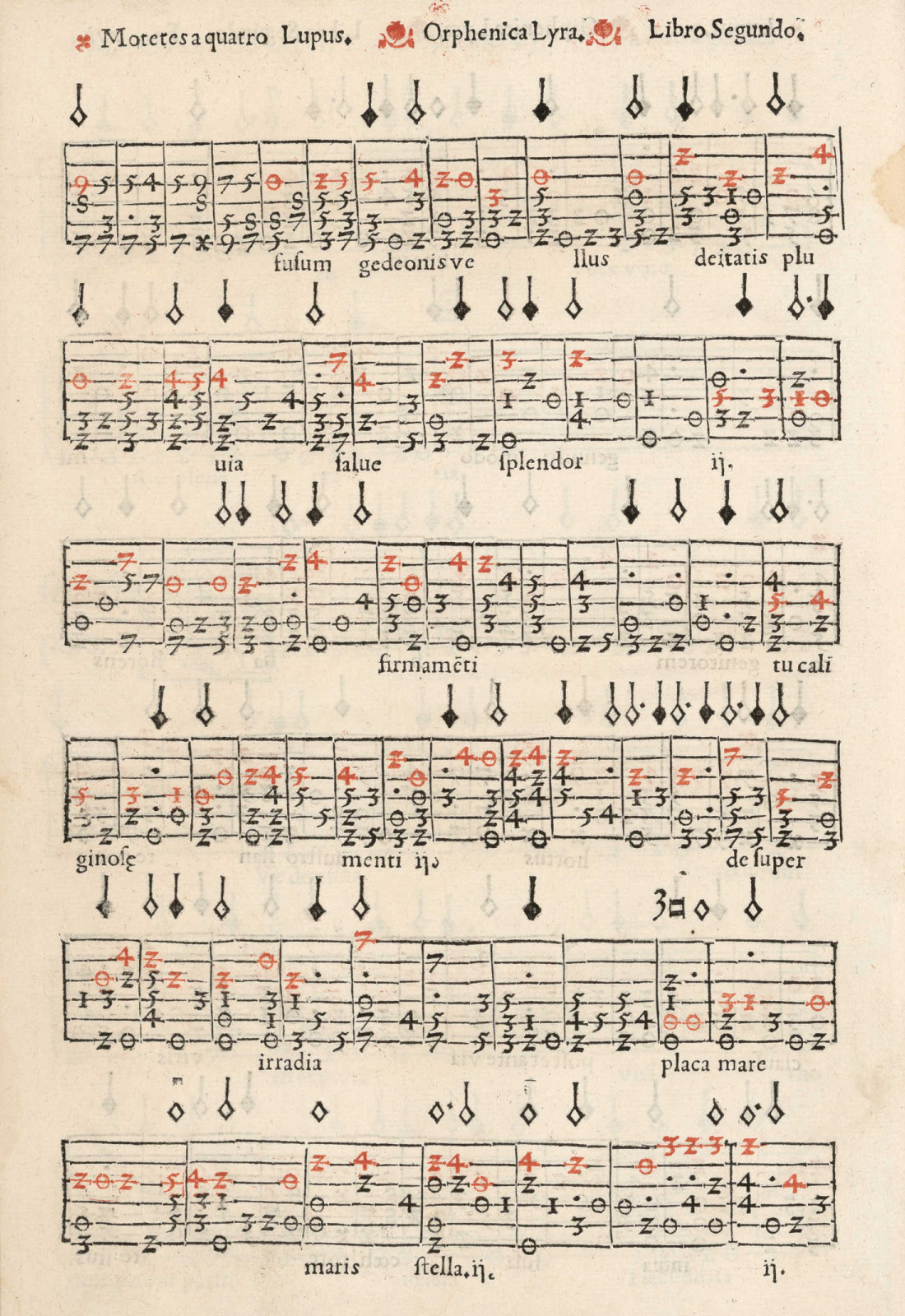
Пример табулатуры для виуэлы из книги Мигеля де Фуэнльяна «Orphenica Lyra» (1554 г.). Красными цифрами отмечена вокальная партия

## История

### Органная табулатура
Органная табулатура — исторически наиболее ранний вид табулатуры (известна с конца XIV века).
В отличие от многих других типов музыкальной нотации, которые обобщают звуковысотную логику музыки, табулатура фиксирует высоту звука (созвучия) схематично, указывая «место пальца» на клавишах или грифе струнного инструмента. По этой причине, в частности, в немецкой клавирной (также называемой «органной») табулатуре высота нотировалась буквами только для диезов (dis) даже в том случае, когда музыкальная логика (до-минорное трезвучие) предписывала бемоль (es); по многовековой традиции в этой системе только высоты си-бемоль и си в ней записывались разными буквами (соответственно, b и h).
Старонемецкая
Одним из первых источников табулатуры в Германии считается Буксхаймская органная книга (Buxheimer Orgelbuch) — рукопись, которая датируется 1460-70 годами.
Новонемецкая

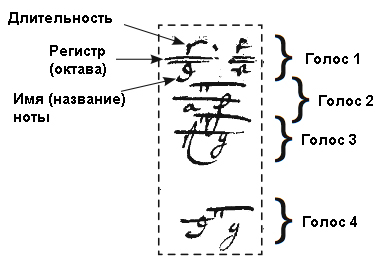
Пример новонемецкой органной табулатуры (начало духовного концерта «Wachet auf, ruft uns die Stimme» Ф.Тундера). Альтерация fis в третьем голосе (созвучия d/fis/a/d') показана широким росчерком справа, сверху вниз от буквы f.

Новонемецкая табулатура (известная также под названием северонемецкой) значительно отличается от прочих табулатур. Её следует понимать не столько как очередную разновидность инструментальной нотации, сколько как универсальный способ нотации (графического представления) музыки вообще. Она развилась во второй половине XVI века из старой немецкой табулатуры, которая представляла собой сочетание линейной (для верхних голосов многоголосия) и буквенной (для нижних голосов) нотации. В XVII веке новая немецкая табулатура использовалась как способ партитурной записи для всевозможных видов музыки (вокальной и инструментальной). Например, большинство вокальных сочинений Дитриха Букстехуде сохранилось именно в такой форме табулатуры.
Новонемецкая табулатура записывается буквами и особыми знаками. Каждый голос многоголосной записи состоит из трёх элементов — длительности ноты, указания её октавы (в тесситуре), названия ноты. Альтерации передавались с помощью графических вариантов базовой «буквоноты». Ноты отдельных голосов скоординированы по вертикали на манер обычной нотной партитуры. При такой компактной записи в указании ключа и ключевых знаков альтерации не было необходимости.

### Лютневая и гитарная табулатура
Приблизительно с 1500 года и до конца XVIII века музыка для лютни и инструментов лютневого семейства (теорба, цистра, мандора, виуэла, гитара) нотировалась в виде табулатуры. Различают два вида лютневой табулатуры — линейную романскую (с разновидностями итальянской, французской, испанской, неаполитанской; число линеек соответствует числу струн) и безлинейную (немецкую).
В XVII в. специально для гитары была введена система табулатурных обозначений ходовых аккордов. В Испании для этого использовали арабские цифры и особые символы (так называемый Abecedario), в Италии — прописные латинские буквы и специальные символы (так называемый Alfabeto). Эти прописные буквы, однако, никоим образом не означают тональностей.
Во всех разновидностях лютневых и гитарных табулатур ритм нотировался над «нотоносцем» обычными нотами (с головками или без них, одними штилями) — графемами мензуральной или тактовой нотации, синхронизированными с соответствующими табулатурными символами (буквами / цифрами) по вертикали.
См. также: Интабуляция.

## Описание и примеры

### Струнные щипковые

Стандартная нотация и табулатура для гитары

Горизонтальные линии означают струны инструмента, располагающиеся на табулатуре по порядку от тонких к толстым сверху вниз. Цифра на струне означает номер лада, на котором её необходимо зажать (отсюда второе название табулатуры для струнных щипковых — цифровая нотация). Цифра 0 — звучание открытой (не зажатой) струны. Вертикальная черта — граница такта. Длительность нот и паузы указываются как в стандартной нотации. Пример простейшей гитарной табулатуры без указания длительности нот (начало песни «В траве сидел кузнечик»):
На табулатуре можно обозначать дополнительные приёмы звукоизвлечения. Например:
, где седьмую ноту нужно взять с приёмом «бенд» (bend), а последнюю ноту восходящим легато (hammer-on).
Аккорды
Для обозначения аккордового аккомпанемента может использоваться простейшая буквенная нотация: A (Ля мажорное трезвучие), Am (Ля минорное трезвучие), C7 (доминантсептаккорд До) и т. д. Она используется в стандартной нотации, табулатуре и над определёнными местами текста песни. Аппликатура самих аккордов предварительно разучивается.

### Духовые инструменты

Табулатура для блокфлейты сопрано германской системы

Табулатура духовых инструментов в общем виде представляет собой вертикальный ряд кружков: чёрный означает закрытое игровое отверстие, белый — открытое.

## Программное обеспечение
Для автоматического (на основе стандартной нотации) и ручного создания табулатур существуют компьютерные программы — редакторы табулатур и нотные редакторы, например MuseScore (для гитары и некоторых других инструментов), REAPER (для гитары, с плагином TabEditor), TuxGuitar, Guitar Pro. Их удобством является не только автоматизация процесса отрисовки табулатур, но и возможность прослушивать созданные композиции.